# Freddy Beras-Goico

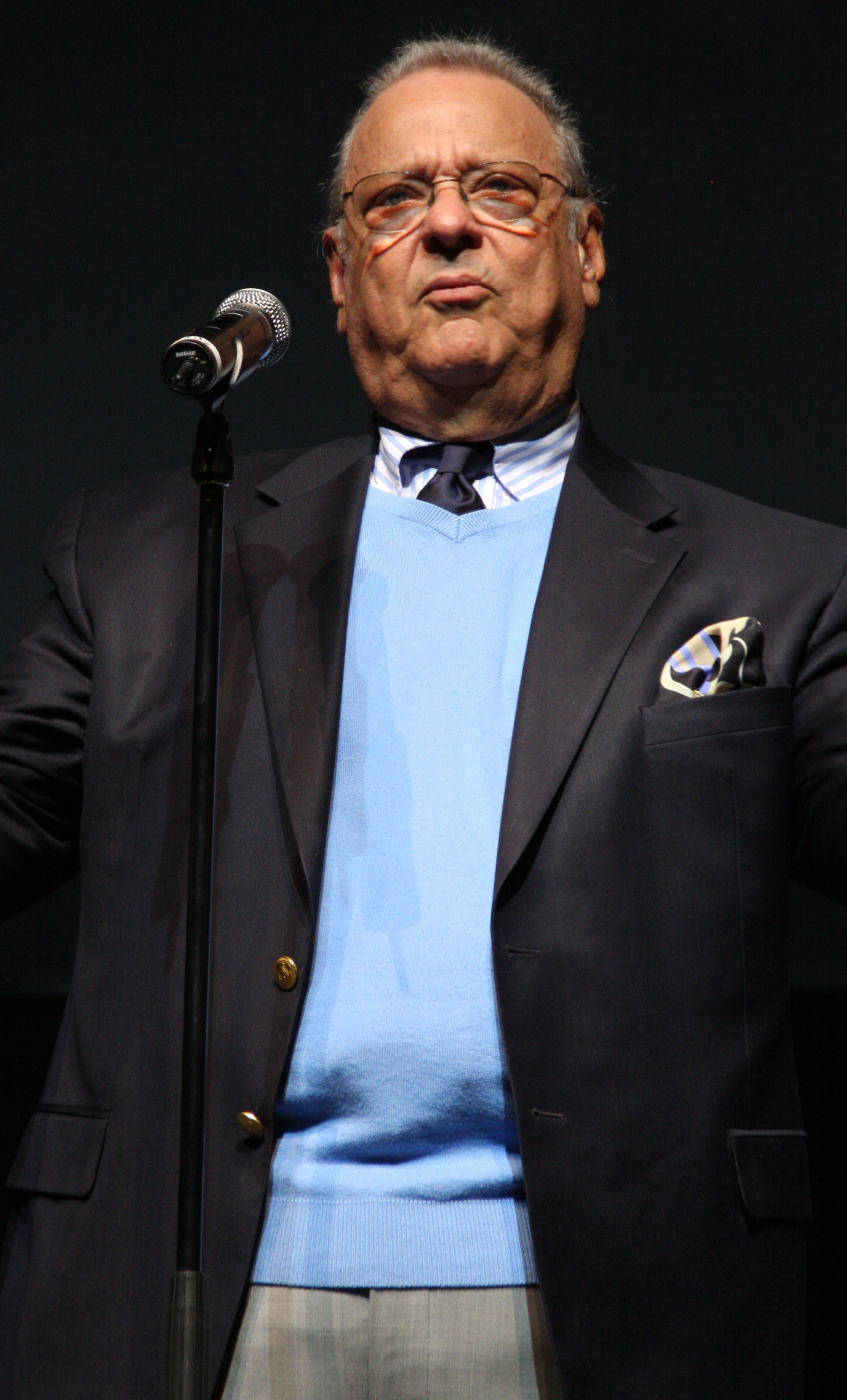

Freddy Reinaldo Beras-Goico, conhecido popularmente como "Freddy Beras" ou simplesmente "Beras-Goico" (21 de novembro de 1940 - 18 de novembro de 2010), foi um comediante, apresentador de TV, escritor e personalidade da mídia dominicano.